# Weingut Wittmann
Das Weingut Wittmann befindet sich in der rheinland-pfälzischen Gemeinde Westhofen im Bereich Wonnegau des deutschen Weinanbaugebiets Rheinhessen. 2021 bewirtschaftete das Weingut etwa 28 Hektar Rebfläche. Das Weingut ist Mitglied im Verband Deutscher Prädikatsweingüter (VDP).

## Geschichte
Der typische, rheinhessische Gemischtbetrieb, der aus dem 17. Jahrhundert stammen soll, begann mit der Flaschenfüllung der eigenen Weine im Jahr 1921. In den 1980er Jahren stellten die Besitzer Günter und Elisabeth Wittman auf ökologischen Weinbau um. Die biologisch-dynamische Wirtschaftsweise wurde 2003 eingeführt. Das Westhofener Weingut hat seitdem maßgeblich zum gestiegenen Ansehen des Weinbaugebietes beigetragen.
Der Sohn Philipp Wittmann studierte an der Hochschule Geisenheim und ist seit dem Jahrgang 1999 Kellermeister, Mitbesitzer seit 2007 und der Önologe des Weinguts. Philipp war von 2005 bis 2019 Vorsitzender des VDP in Rheinhessen und ist Vizepräsident des Bundesverbandes des VDP. Der Weinführer „Gault-Millau“ wählte Philipp Wittmann zum „Winzer des Jahres“ 2014. „Wittmann ist einer der Vorreiter des ökologischen Weinbaus“, urteilte die Jury. Er produziere seit mehreren Jahren trockene Rieslinge, „die betörend heranreifen“.

## Weinlagen, Böden und Rebsorten
Wichtigste Lagen des Weingutes Wittmann sind der Morstein, Aulerde und Kirchspiel. Von diesen Lagen werden obligatorisch die Großen Gewächse des Gutes erzeugt. Das Terroir verteilt sich auf Tonmergel-, Löss-, Lehm- und Kalksteinverwitterungsböden, was den Weinen Vielschichtigkeit und Fülle verleiht. Ergebnisse einer Bodenschätzung 1930 im Zuge des seinerzeit neuen Weingesetzes/Reichsbodenschätzung belegen die Güteklasse I der Kernlagen des Betriebs. Die besten Weine des Weingutes werden unter der Lagenbezeichnung verkauft, im mittleren Segment die Ortsweine „Westhofener“, während die übrigen Qualitätsweine bis zum Kabinett als Gutsweine vermarktet werden.
Das Weingut produziert rund 65 % Riesling, 10 % Silvaner 20 % Burgundersorten (Chardonnay und Weißer Burgunder).

## Bewertungen (Auswahl)
- Gault Millau WeinGuide 2014: vier Trauben. „Wittmann ist einer der Vorreiter des ökologischen Weinbaus und Motor der qualitativen Entwicklung im Wonnegau. Seit Jahren produziert er große trockene Rieslinge, die betörend heranreifen. Fast eigenhändig hat er den Morstein zur legendären Lage hervorgehoben“. „Vielleicht sind die 2012er die bis dato besten seiner eindrucksvollen Winzerkarriere.“ 95 Punkte: 2012 Alte Reben Riesling „La Borne“, 94 Punkte: 2012 Morstein Riesling Großes Gewächs, 92 Punkte: 2012 Kirchspiel Riesling Großes Gewächs[10]
- Eichelmann 2009 *****[9]